# Geraint Thomas
Geraint Howell Thomas OBE (ur. 25 maja 1986 w Cardiff) – walijski kolarz torowy i szosowy. Mistrz olimpijski (2008, 2012) i trzykrotny mistrz świata w drużynowym wyścigu torowym na dochodzenie (2007, 2008, 2012). Zwycięzca Tour de France 2018 oraz Critérium du Dauphiné 2018.

## Najważniejsze osiągnięcia

### kolarstwo torowe
2004
- 1. miejsce w mistrzostwach świata juniorów (scratch)

2005
- 1. miejsce w mistrzostwach Wielkiej Brytanii (scratch)

2006
- 2. miejsce w mistrzostwach świata (wyścig druż. na dochodzenie)

2007
- 1. miejsce w mistrzostwach świata w drużynowym wyścigu na dochodzenie (z Edwardem Clancym, Paulem Manningiem i Bradleyem Wigginsem)

2008
- 1. miejsce w mistrzostwach świata w drużynowym wyścigu na dochodzenie (z Edwardem Clancym, Paulem Manningiem i Bradleyem Wigginsem)
- 1. miejsce w igrzyskach olimpijskich w drużynowym wyścigu na dochodzenie (z Edwardem Clancym, Paulem Manningiem i Bradleyem Wigginsem)

2009
- 1. miejsce w mistrzostwach Wielkiej Brytanii (wyścig ind. na dochodzenie)

2012
- 1. miejsce w mistrzostwach świata w drużynowym wyścigu na dochodzenie (z Edwardem Clancym, Stevenem Burke i Peterem Kennaughem)
- 2. miejsce w mistrzostwach świata (z Benem Swiftem) w madisonie
- 1. miejsce w igrzyskach olimpijskich w drużynowym wyścigu na dochodzenie (z Edwardem Clancym, Stevenem Burke i Peterem Kennaughem)

### kolarstwo szosowe
2006
- 1. miejsce we Fleche du Sud
  - 1. miejsce na 2. etapie
- 3. miejsce w mistrzostwach Wielkiej Brytanii (start wspólny)

2009
- 6. miejsce w Tour of Britain

2010
- 1. miejsce na 1. etapie Tour of Qatar (jazda druż. na czas)
- 1. miejsce w mistrzostwach Wielkiej Brytanii (start wspólny)
- 2. miejsce na 3. etapie Tour de France

2011
- 1. miejsce w Bayern Rundfahrt
- 2. miejsce w mistrzostwach Wielkiej Brytanii (start wspólny)
- 2. miejsce w Dwars door Vlaanderen

2012
- 1. miejsce na prologu Tour de Romandie
- 2. miejsce na prologu i 21. etapie Giro d’Italia

2013
- 3. miejsce w Tour Down Under
  - 1. miejsce na 2. etapie
  -  1. miejsce w klasyfikacji sprinterskiej
- 4. miejsce w E3 Prijs Vlaanderen
- 2. miejsce w Bayern Rundfahrt
- 3. miejsce w mistrzostwach świata (jazda druż. na czas)

2014
- 8. miejsce w Tour Down Under
- 3. miejsce w E3 Harelbeke
- 8. miejsce w Ronde van Vlaanderen
- 1. miejsce w Bayern Rundfahrt
  - 1. miejsce na 4. etapie
- 2. miejsce w mistrzostwach Wielkiej Brytanii (jazda ind. na czas)

2015
- 1. miejsce w Volta ao Algarve
  - 1. miejsce na 2. etapie
- 1. miejsce w E3 Harelbeke
- 2. miejsce w Tour de Suisse

2016
- 1. miejsce w Volta ao Algarve
- 1. miejsce w Paryż-Nicea

2017
- 1. miejsce na 2. etapie Tirreno-Adriático
- 1. miejsce w Tour of the Alps
  - 1. miejsce na 3. etapie
- 1. miejsce na 1. etapie Tour de France
- 3. miejsce w mistrzostwach świata (jazda druż. na czas)

2018
- 2. miejsce w Volta ao Algarve
  - 1. miejsce na 3. etapie (jazda ind. na czas)
- 3. miejsce w Tirreno-Adriático
- 1. miejsce w Critérium du Dauphiné
- 1. miejsce w mistrzostwach Wielkiej Brytanii (jazda ind. na czas)
- 1. miejsce w Tour de France
  - 1. miejsce na 11. i 12. etapie

2019
- 3. miejsce w Tour de Romandie
- 2. miejsce w Tour de France

2021
- 3. miejsce w Volta Ciclista a Catalunya
- 1. miejsce w Tour de Romandie
- 3. miejsce w Critérium du Dauphiné
  - 1. miejsce na 5. etapie

2022
- 1. miejsce w Tour de Suisse
- 3. miejsce w Tour de France

2023
- 2. miejsce w Giro d’Italia

2024
- 3. miejsce w Giro d’Italia